# Isola di Olango
L'isola di Olango è una delle sette che compongono un piccolo gruppo di isolette e isolotti che si trovano fra l'isola di Mactan, e l'isola di Bohol, a est dell'isola di Cebu, nella parte centrale dell'arcipelago delle Filippine. L'isola è separata da Mactan dallo stretto canale di Hilutungan e da Bohol dal più ampio canale di Olango.

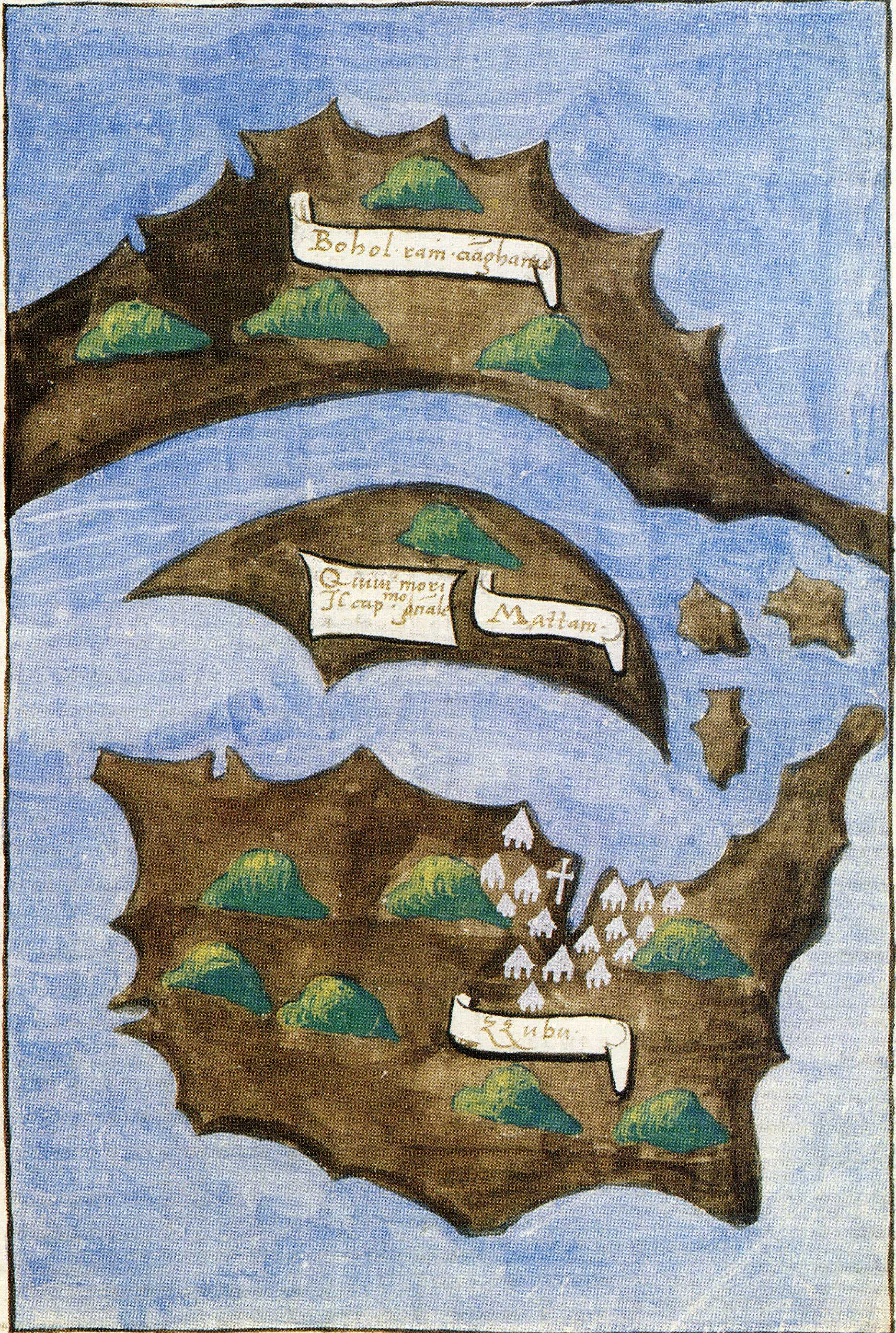
Dal basso: le isole di Cebu, Mactan e Bohol: a destra l'isoletta di Olango (illustrazione tratta dal Diario di Pigafetta, circa 1523)

Le sette isole sono amministrativamente dipendenti dalle municipalità di Lapu-Lapu, provincia di Cebu, e di Cordova e nel 2013 risultavano abitate da un totale di 1026 persone distribuite su una superficie di poco più di 10 chilometri quadrati.
Il piccolo gruppo di isole, oltre a Olango, la più grande, è composto dagli isolotti di Sulpa, Hilutangan, Nalusuan, Caohagan, Pangan-an e Camung, ed è meta preferita per brevi escursioni dagli abitanti di Cebu e di Mactan
L'isola di Olango era già conosciuta al navigatore portoghese Magellano che, insieme al suo compagno di viaggio e biografo Pigafetta, le scoperse all'Occidente nel 1521 e nei suoi pressi perse la vita nella celebre battaglia di Mactan del 27 aprile di quell'anno.

## Geografia antropica

### Suddivisioni amministrative
L'isola di Olango è divisa in 8 quartieri o baranggay (balangay in lingua cebuana) appartenenti a Lapu-Lapu:
- Baring
- Caw-oy
- Sabang
- Santa Rosa
- Talima
- Tingo
- Tunga-san
- San Vicente

Le due isole di Hilutangan e di Nalusuan, facenti parte di baranggay Hilutangan, sono invece sotto la giurisdizione della municipalità di Cordova.

## Oasi avifaunistica dell'isola di Olango
La parte meridionale di Olango ospita l'Oasi avifaunistica dell'isola di Olango (Olango Island Wildlife Sanctuary), area naturale protetta istituita nel 1992 dall'allora presidente Corazon Aquino, che accoglie la maggiore concentrazione di uccelli migratori nelle Filippine. Nel 1994 l'oasi è stata inserita nella lista delle zone umide di importanza internazionale della Convenzione di Ramsar.
L'area è inoltre classificata come Important Bird Area (IBA)